# Regno di Sarawak
Il regno di Sarawak era uno Stato situato nel Borneo, nell'odierno Sarawak, costituito nel 1841 dall'avventuriero britannico Sir James Brooke. Ottenne l'indipendenza dal sultanato del Brunei come compenso per l'aiuto da lui dato al locale sovrano nella lotta alla pirateria e alla repressione di una rivolta. Nel 1888 Charles Anthony Johnson Brooke, nipote e successore di James Brooke, accettò il protettorato del Regno Unito che durò fino al 1946, quando il terzo rajah Charles Vyner Brooke gli cedette i suoi diritti al trono. Dal 1963 Sarawak è uno Stato federato della Malaysia.

## Storia
Il territorio del Sarawak, in origine possedimento di Sambas, faceva parte del sultanato del Brunei, nell'isola del Borneo, ed era governato da un Raja esponente della nobiltà locale per conto del sultano stesso. Nel 1827 il viceré Indera Mahkota aveva fondato Kuching nella località di Lidah. Durante il mandato di Pengiran Indera Mahkota, cugino del sultano noto per la feroce politica schiavista, Sarawak era infestato da pirati e rifugio dei guerriglieri, inoltre era in corso una pericolosa rivolta dei Daiacchi di Datu Patinggi Ali che minava alla leadership del sultano stesso. Nel 1839 il sultano del Brunei Omar Ali Saifuddin II (1827-1852) ordinò a Raja Pangeran Indera Mahkota di ristabilire l'ordine, e fu durante questo periodo che James Brooke visitò per la prima volta Sarawak. Pangeran Muda Hashim (Primo Ministro che aveva da poco rinunciato al trono, prevalso su Mahkota dopo che era entrato in conflitto con lui per il reciproco rifiuto di consultarsi) chiese aiuto a James Brooke per sopprimere ribelli e pirati, ma questi rifiutò l'offerta in denaro e salpò per Singapore. Durante il secondo soggiorno nella regione, nel 1841, Brooke accettò di assistere Pangeran Muda Hashim in cambio dell'ottenimento di un territorio da governare.
Il Brunei fu riconquistato e liberato, i pirati e gli insorti furono sconfitti quello stesso anno (anche grazie alla prodigiosa nave cannoniera "Royalist" e all'Esercito Britannico Cinese) ed il sultano, restaurato sul proprio trono, ricompensò James Brooke cedendogli Sarawak, e lasciando al generale Charles il Sinian. Successivamente, il 24 settembre 1841 il sultano Ali Saifuddin II, su proposta di Pangeran Muda Hashim, gli conferì il titolo di rajah di Sarawak (rango equivalente a quello di re) e Brooke fondò la dinastia dei “rajah bianchi di Sarawak”. Raja Muda Hashim verrà tuttavia assassinato da un ufficiale suo parente bramoso di potere, e toccherà ancora a Brooke, che capeggiava le forze armate, stanare i colpevoli e pacificare una seconda volta il Brunei nel 1846. Il regno di Brooke fu riconosciuto indipendente nel 1842, salvo mantenere alcuni accordi commerciali privilegiati con il sultanato, ed ebbe anche il riconoscimento di autonomia degli Stati Uniti (1850) e della Gran Bretagna (1864).
Lord Brooke sovrano senza alcun intento colonizzatore o imperialistico, per quanto abbia finito per costituire una sorte di piccolo impero a spese del sultanato; le sue avventure affascinarono l'immaginario dei britannici, dando l'impulso a molti avventurieri di partire verso mete esotiche, seguendo l'esempio del romanzo di Rudyard Kipling, L'uomo che volle essere re. In effetti il governo di Brooke fu innovativo e di stampo paternalistico, puntando alla fioritura economica del paese e alla salvaguardia della popolazione indigena più che alla repressione e allo sterminio, anche se egli stesso fu veramente efficace nell'eliminazione della pirateria. D'altro canto, malgrado la pretesa monarchia costituzionale, Brooke governò in modo assoluto, superando i limiti del potere legislativo affidati al Parlamento ("Concilium Negri"). Curioso anche che, pur continuando a definirsi "regno", Sarawak avesse man mano incorporato molti dei domini del sultano fin quasi a rimpiazzarlo, a tal punto che è possibile definire Sarawak stesso un "sultanato de facto".

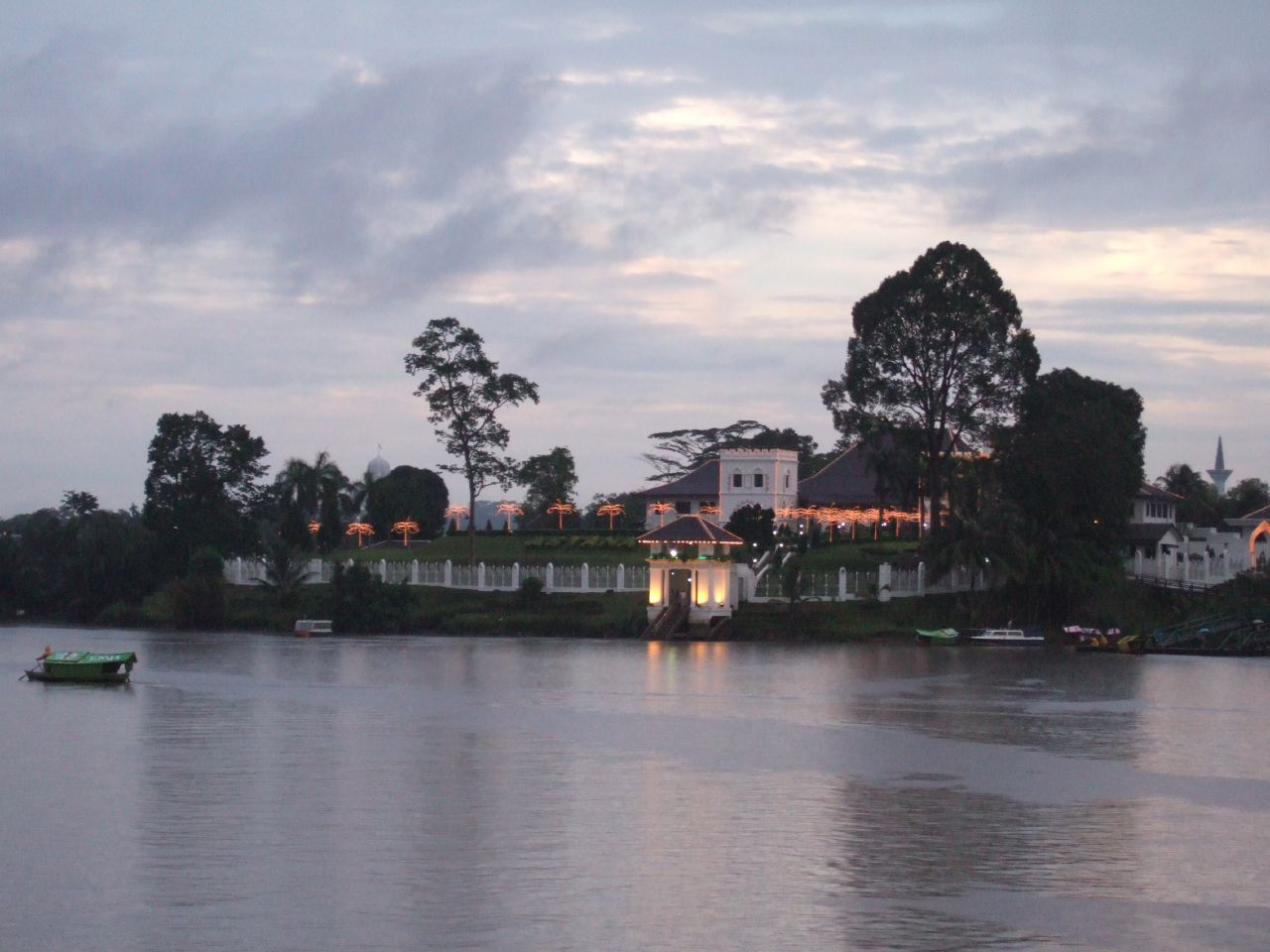
Il palazzo reale (Astana), Kuching

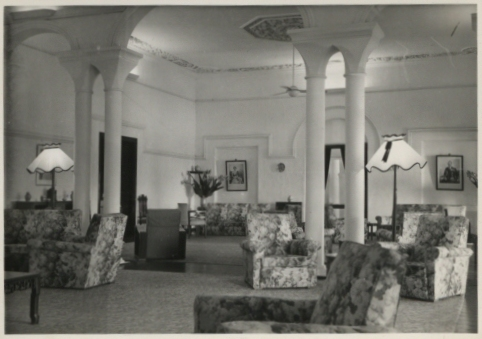
Palazzo reale: sala di rappresentanza

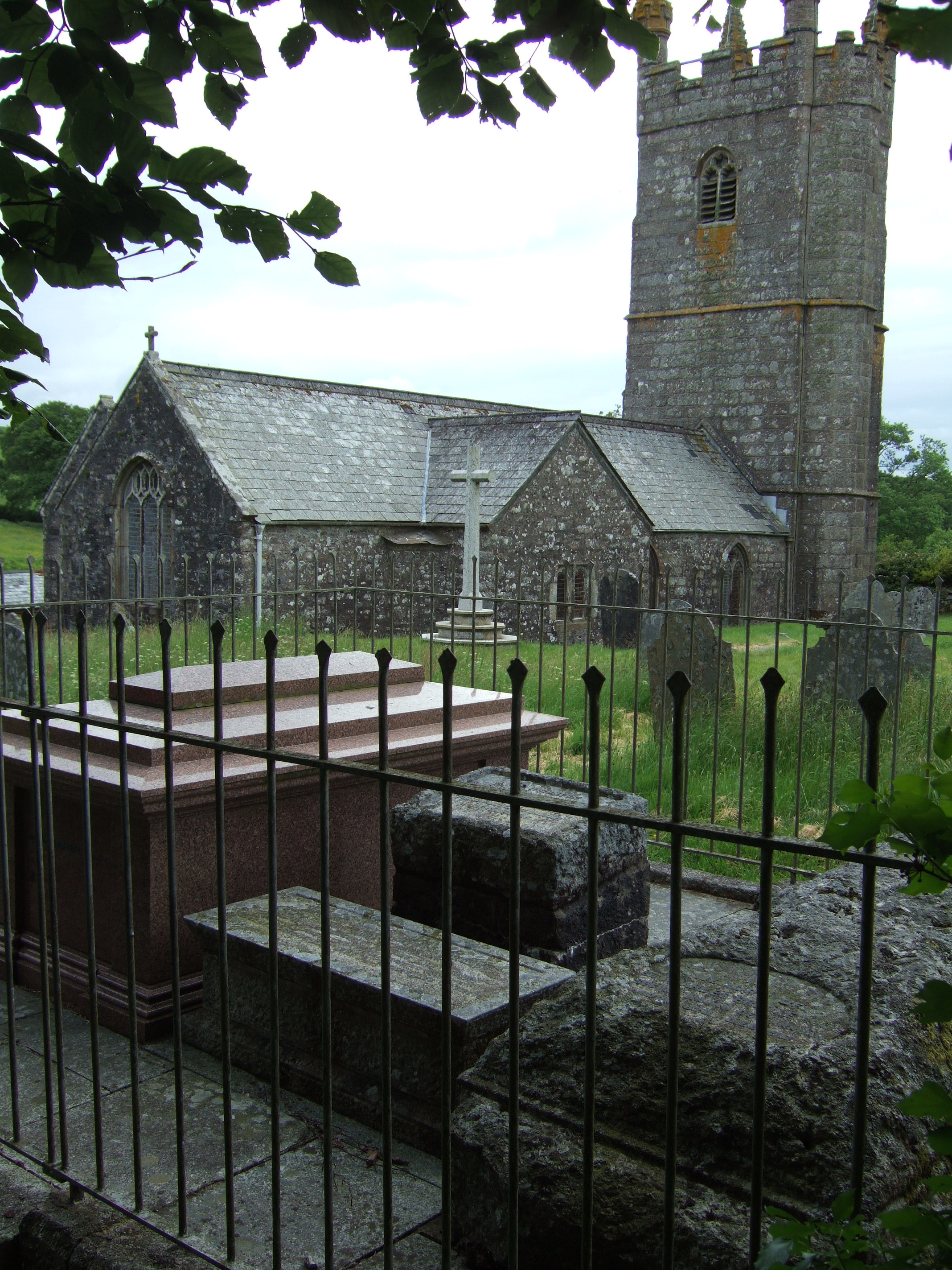
Tombe dei rajahs nella chiesa di San Leonardo, Sheepstor (Inghilterra)

James Brooke, il primo Raja bianco, ricevette un vasto territorio dal sultano, che fu espanso sensibilmente col passare del tempo sia da lui stesso che dai suoi successori, affittando o acquistando altre terre dal monarca del Brunei. Di per sé Brooke era stato nominato dalla regina inglese governatore generale del vicereame di Labuan e console supremo del Borneo, e puntava in origine ad annettere Sarawak ai nuovi territori; tuttavia il progetto fallì e poté trasmettere solamente il proprio regno ai successivi Raja Bianchi.
Il principato fu ampliato da Sir Brooke con le valli del Lupon e Skrang e le regioni di Muka, Sibu e Bintulu (aprile 1861), acquistate da Momon Abdul. Con il successore rajah Charles Brooke (1867-1917) raggiunse la massima estensione, ottenendo, dietro il versamento di tributi al sultano del Brunei Jalilul Aquamaddin, le valli del Baram (maggio 1882), Trusan (1885) e Limbang (17 marzo 1890, lasciando a Brunei i distretti di Belait e Tutong e la valle del Temburong come enclave. Il 12 gennaio 1905 venne acquistata anche la valle del Lawas già proprietà in concessione della North Borneo Company dal 1902. Nel 1888 lo stato si pose sotto il protettorato britannico, pur mantenendo la sua autonomia, e il successivo rajah Vyner Brooke (1917-46) cedé i diritti sovrani alla corona inglese che ne fece una colonia (121.909 km²). I confini tra i protettorati inglesi (di cui i Brunei) e quelli olandesi furono sanciti ufficialmente il 20 giugno 1891. Questi territori vennero ottenuti principalmente grazie ad acquisti e tributi dal sultanato del Brunei, che venne pian piano messo in posizione subalterna; alla fine del secolo, Sarawak costituiva la principale potenza, anche per estensione, del Borneo, mentre il sultano aveva ben poco potere in confronto. Vennero comunque mantenuti accordi commerciali tra i due, oltre che con la Gran Bretagna.
Il maggior declino del sultanato coincise con la massima espansione di Sarawak, nel 1905, quando era al potere Hashim Jalilul Aquamaddin.
Non furono poche le rivolte da parte dei nobili spodestati, due delle quali (quella dei Daiacchi nel 1852 e quella della minoranza cinese nel 1857) rischiarono seriamente di spodestare o uccidere Raja James Brooke. Anche per questo motivo, oltre che per combattere la pirateria, Lord Brooke istituì i Ranger di Sarawak nel 1862, con lo scopo di sorvegliare il territorio impervio e di far fronte alle minacce esterne. Nonostante tutto, Brooke seppe condurre una politica paternalistica e molto diversa da quella dei viceré britannici, moderando la repressione e favorendo le popolazioni indigene così da garantire una rinascita al proprio regno.
Vyner Brooke tentò anche di rinnovare lo Stato nel 1941 con una costituzione che desse al "Concilium Negri" più poteri, tuttavia per intrighi burocratici, in cui probabilmente era egli stesso coinvolto, il progetto non andò in porto.

## L'invasione giapponese
Durante la seconda guerra mondiale Sarawak, come protettorato britannico, fu coinvolto nel conflitto contro la Germania nazista. Come nella grande guerra, fu implicato solo marginalmente nelle operazioni belliche, limitandosi a fornire materiale e mezzi. Le risorse del Sarawak, che era un obiettivo strategico importante nel caso di un attacco giapponese, furono tutte utilizzate per il supporto alle forze armate inglesi. Quando la guerra del Pacifico incominciò nel dicembre del 1941, Sarawak si schierò contro il Giappone, unitamente alle forze alleate, come parte dell'impero britannico.
Un distaccamento di fanteria dell'esercito indiano e alcuni cannoni antiaerei furono spediti nel Sarawak per sostenere i locali Rangers di Sarawak (il piccolo esercito organizzato dai Brooke nel XIX Secolo). Il territorio fu occupato dalle truppe dell'impero del Giappone, che approfittarono delle esigue difese del regno. Il rajah Vyner era in visita in Australia durante l'invasione e riuscì a tornare a Sarawak solo dopo la liberazione, nel 1945. Vani furono i precedenti tentativi di ritorno e di infiltrare nella giungla truppe paracadutate che organizzassero la lotta contro i giapponesi. La marina di Sarawak fu utilizzata dai britannici durante le campagne nell'estremo oriente. Nel 1945,
Sarawak ed il resto del Borneo furono liberati dall'esercito australiano.

## Cessione al Regno Unito
Dopo la seconda guerra mondiale, Vyner Brooke cedette nel 1946 Sarawak alla Corona Britannica, in cambio di un sostanzioso vitalizio per sé e la propria famiglia. Il nipote di Vyner, Anthony Brooke, fu designato nuovo sovrano, con il rango di rajah Muda, dalla maggioranza dei membri del parlamento di Sarawak (Consiglio Negri) inizialmente contrari alla cessione al Regno Unito. Poi, però, dovettero cedere e al Brooke rimase soltanto il titolo, rinunciando ai suoi diritti solo nel 1951. Egli stesso continuò comunque a definirsi "Raja Bianco in esilio" fino alla morte.

## Amministrazione

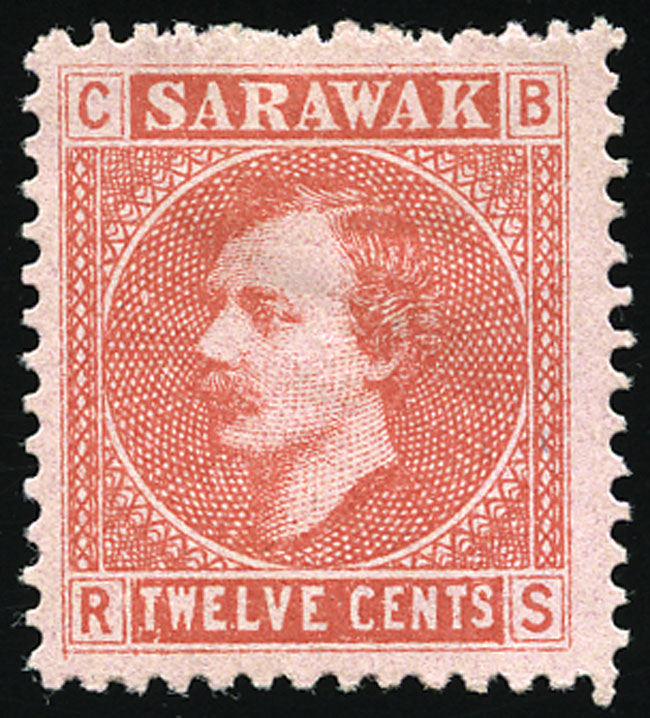
Francobollo del 1871 con l'effigie di Charles Brooke

Inizialmente James Brooke (ricordato da Emilio Salgari nel romanzo I pirati della Malesia, scritto nel 1896) amministrò il paese come uno stato vassallo del sultanato del Brunei. Quando assunse il controllo dell'area intorno a Kuching nel 1841, il sistema di governo si basava sull'inefficace modello in vigore nel Brunei, tuttavia dal 1842 a Sarawak fu riconosciuta la piena indipendenza, in cambio del pagamento di 1000 sterline. James impostò una riforma e creò un servizio civile composto da funzionari britannici. Invitò le missioni anglicane al fine di istituire chiese e scuole, nel tentativo sia di avvicinare gli abitanti locali alla cultura inglese, sia di attrarre coloni britannici che intendessero cambiare vita e migrare in Borneo. James mantenne molte delle usanze e dei simboli della vicina monarchia malese, combinati con il suo deciso sistema governativo. Si batté in modo particolare per garantire che le usanze e credenze dei nativi come i dayak, gli iban, fossero conservate e rispettate. Poiché suo figlio Reuben George non poteva essere legittimato, scelse come successore il nipote Charles Brooke, Capitano del regno, che divenne il secondo rajah di Sarawak e seguitò ad acquistare terreni dal sultano del Brunei, portando il territorio quasi alle dimensioni odierne. La massima espansione si raggiunse nel 1905, quando il reame contava 800.000 abitanti e aveva ormai incorporato molte regioni in precedenza appartenute al sultanato.
Fu Margaret di Sarawak, moglie di Charles Brooke, a comporre nel 1872 l’inno del Paese, “Gone forth beyond the sea”, e a scegliere il motto ciceroniano “Dum spiro spero”. 
A Charles succedette come terzo e ultimo rajah Charles Vyner Brooke che, dopo un inizio difficile, avviò importanti riforme politiche tra cui quella concessa nel 1941, prima dell'invasione giapponese, con cui trasferiva parte dei poteri sovrani al Council Negri, il parlamento di Sarawak. La riforma fu però abrogata per una serie di problemi e intrighi di cui lo stesso Raja era forse a conoscenza. 
Il 1º luglio 1946 Vyner dovette abdicare e cedere il reame al Regno Unito con lo status di colonia della corona. Mantenne per sé solamente lo status di governatore britannico e un vitalizio ma senza poteri politici. Morì il 9 maggio 1963.

## Economia

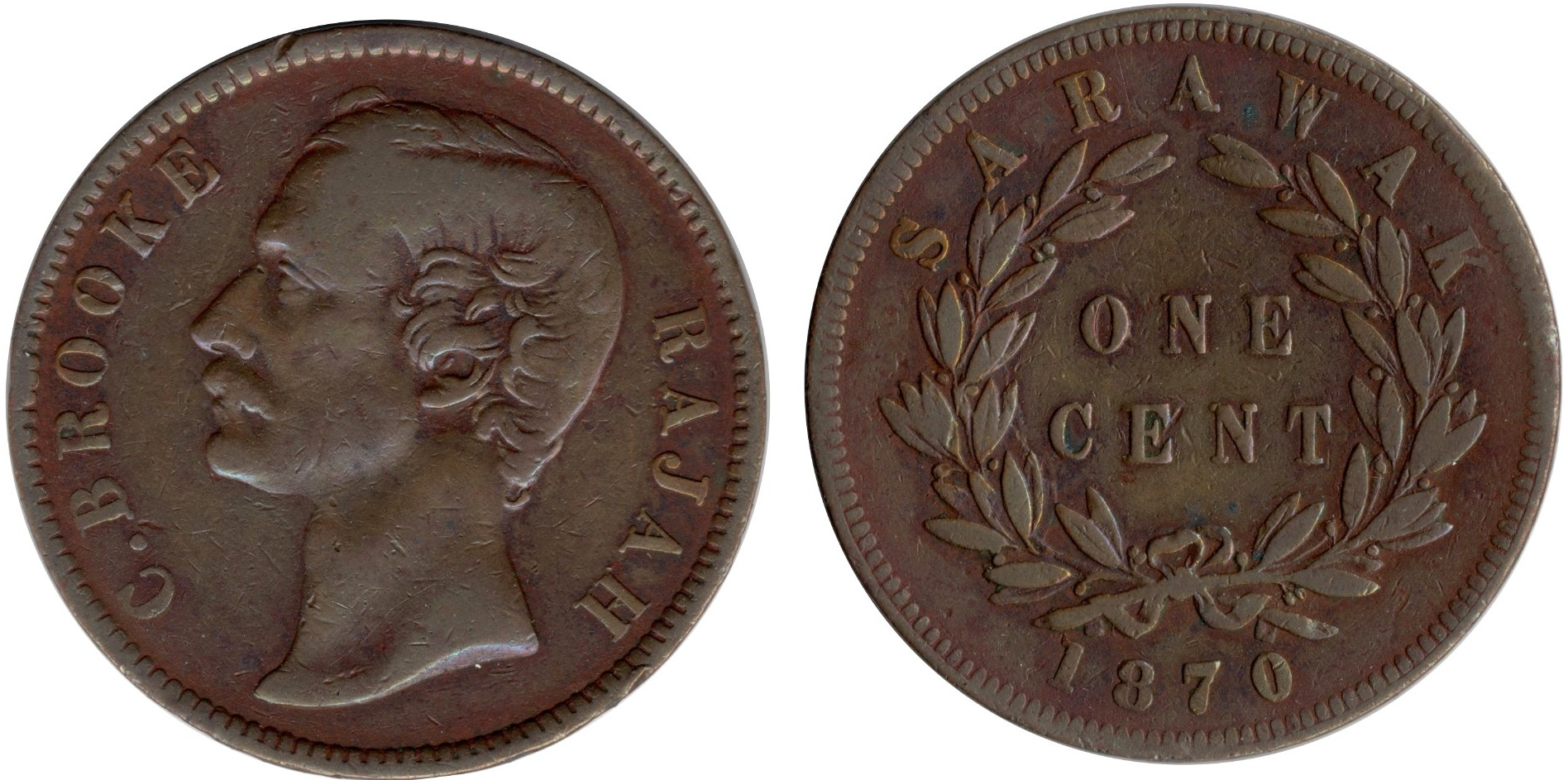
Moneta con il profilo di Charles

Inizialmente il regno vide i propri debiti salire in modo allarmante, sia per gli acquisti di territori del Brunei sia per i costi sostenuti nel sedare le ribellioni dei nuovi popoli inglobati. Dal 1860, però, cominciò una forte ripresa soprattutto grazie al commercio e agli scambi sempre più espansivi.
I Brooke adottarono una politica paternalista, volta a tutelare gli 'indigeni' dallo sfruttamento capitalista, ma anche a raggiungere livelli di sviluppo simili a quelli conseguiti in altre colonie dell'Impero britannico. James gettò le basi per l'espansione del Sarawak ed il nipote Charles fu il principale esecutore, facendo costruire edifici pubblici e ampliando i confini dello Stato. Con loro Sarawak conobbe una fioritura commerciale e una certa indipendenza economica, pur rimanendo sempre legato alla Gran Bretagna per il commercio di materie prime e mezzi occidentali (come le armi dei Ranger).
I Brooke erano decisi a impedire che i popoli di Sarawak venissero 'sfruttati' dagli interessi economici occidentali e formarono la Compagnia del Borneo per collaborare con i britannici nella gestione dell'economia. 
L'eredità architettonica della dinastia è tuttora visibile in molti edifici del XIX secolo, ricordo dell'epoca coloniale. A Kuching si trovano l'Astana, residenza reale poi del governatore inglese, il vecchio museo di Sarawak, il forte Margherita, il forte di piazza, il palazzo di Giustizia Vecchia e il Brooke Memorial.
in tutto questo le popolazioni di Sarawak furono ben integrate, malgrado l’acquisizione di nuovi territori avesse fatto incontrare varie etnie. I Dayaki rimasero sempre una componente importante nel Paese, e così la minoranza cinese, ricca ma in parte osteggiata. Non furono tuttavia assenti le rivolte, con due falliti colpi di stato nel 1852 e 1857. 

## Rajahs di Sarawak (1841-1946)
| Ritratto | Nome                 | Regno                              | Consorte                          | Note                                                                      |
|          | James Brooke         | 24 settembre 1841 - 11 giugno 1868 | non sposato                       | gli succedette il nipote Charles                                          |
|          | Charles Brooke       | 3 agosto 1868 - 17 maggio 1917     | Rani Margaret Alice Lili de Windt | figlio di Emma Brooke, sorella di James                                   |
|          | Charles Vyner Brooke | 24 maggio 1917 - 1º luglio 1946    | Rani Sylvia Brett                 | la monarchia fu abolita e il titolo ereditato dal fratello Bertram Brooke |